# 金國慶
金國慶，香港中文大學教授。現時任教計算機科學及工程學系。他曾為2006中文維基年會演說Web 2.0與維基百科。

## 注解
1. ↑  .   [2006-08-27]. （原始内容存档于2020-02-23）.
2. ↑  .   [2020-09-20]. （原始内容存档于1997-12-11）.
3. ↑  .   [2006-08-27]. （原始内容存档于2021-04-14）.